# Тучапский, Александр Гаврилович
 Тучапский Александр Гаврилович (19.11.1869 — ?) — российский военачальник, генерал-майор, герой Русско-японской войны.

## Биография
В 1887 году окончил Второй Московский кадетский корпус, в 1889 году Александровское военное училище по 1-му разряду. В 1889 году выпущен был подпоручиком в Кабардинский 80-й пехотный полк.
В 1892 году произведён в поручики, в 1900 году в штабс-капитаны, в 1901 году в капитаны, с назначением помощником старшего адъютанта штаба Кавказского военного округа. В 1902 году закончил Николаевскую военную академию по 1-му разряду, без причисления к Генеральному штабу. С 1902 года командовал ротой, батальоном.

### Русско-японская война
Участник Русско-японской войны. В 1904 году произведён в подполковники, командовал батальоном во 2-м Восточно-Сибирском стрелковом полку. 4 января 1908 года за храбрость был награждён Золотой саблей «За храбрость»:
за отличия в делах против Японии
.
13 марта 1908 года за храбрость был награждён орденом Святого Георгия 4-й степени:
за подвиг храбрости и выдающийся энергии, выказанной в бою под Мадзяданем, с 14 по 23 февраля 1905 года при обороне Тюпинтайской позиции
.
В 1909 году произведён в полковники, с назначением начальником штаба 3-й Восточно-Сибирской стрелковой дивизии.

### Последующая жизнь
С 1911 года назначен командиром 7-го Сибирского стрелкового полка, с которым и вступил в Первую мировую войну. В 1913 году произведён в генерал-майоры. С 15 февраля по 19 мая 1916 года начальник 24-й пехотной дивизии, затем 21-й пехотной дивизии.
В годы Гражданской войны с 1919 года состоял в резерве чинов Омского военного округа, являлся членом Думы Георгиевских кавалеров. С 31 января 1919 года назначен начальником снабжения 2-го Степного Сибирского отдельного корпуса. Участник Сибирского ледяного похода.
15 августа 1921 года назначен начальником Корниловского пехотного военного училища. С 1922 года назначен начальником гарнизона острова Русский. С 1923 года эмигрировал в Китай.

## Награды
- Орден Святого Станислава 3-й степени с мечами и бантом (1905 год);
- Орден Святой Анны 3-й степени (1902 год, мечи с бантом к сему ордену в 1915 году);
- Орден Святого Станислава 2-й степени с мечами (1905 год);
- Орден Святой Анны 2-й степени с мечами (1906 год);
- Орден Святого Владимира 4-й степени (1913 год, мечи с бантом к сему орденув 1914 году);
- Золотое оружие «За храбрость» (ВП 04.01.1908 года);
- Орден Святого Георгия 4-й степени (ВП 13.03.1908 года);
- Орден Святого Владимира 3-й степени с мечами (1916 год);
- Орден Святого Станислава 1-й степени с мечами (1916 год);
- Орден Святой Анны 1-й степени с мечами (ВП 19.4.1916 года)